# Arquitectura de Montreal

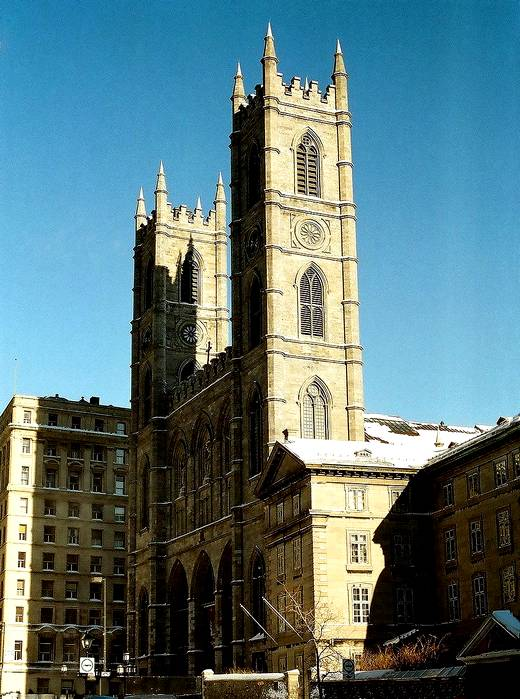
La Basílica de Notre-Dame.

La arquitectura de Montreal, Canadá se caracteriza por la mezcla de lo antiguo y lo nuevo y una gran variedad de estilos arquitectónicos, el legado de las dos colonizaciones sucesivas de los franceses y los ingleses, y la presencia de arquitectura moderna en el sur. Al igual que la ciudad de Quebec, Montreal tenía fortificaciones, pero fueron destruidas entre 1804 y 1817.
Durante más de siglo y medio, Montreal fue el centro industrial y financiero de Canadá. Entre sus edificios se encontraban fábricas, ascensores, almacenes, molinos y refinerías que actualmente constituyen un legado de interés histórico y arquitectónico, especialmente en la zona de Downtown Montreal y en el Vieux-Montreal. Muchos edificios históricos del Vieux-Montreal mantienen su forma original, entre los que destacan las impresionantes sedes del siglo XIX de los principales bancos canadienses situadas en la Rue Saint-Jacques.
Montreal también ofrece un buen número de ejemplos notables de la época del art déco, como el edificio principal de la Universidad de Montreal, diseñado por Ernest Cormier y situado en el lado norte del Mont-Royal, y el Aldred Building en la Place d'Armes, una plaza histórica del Vieux-Montreal.
La Place d'Armes está rodeada por edificios que representan varios períodos diferentes en la arquitectura de Montreal: la neogótica Basílica de Notre-Dame; el New York Life Building, primer rascacielos de Montreal; la sede del Bank of Montreal, primer banco de Canadá y similar al Panteón de Roma, el ya mencionado Aldred Building (1931) y el 500 Place D'Armes, de Estilo Internacional.

## Arquitectura religiosa

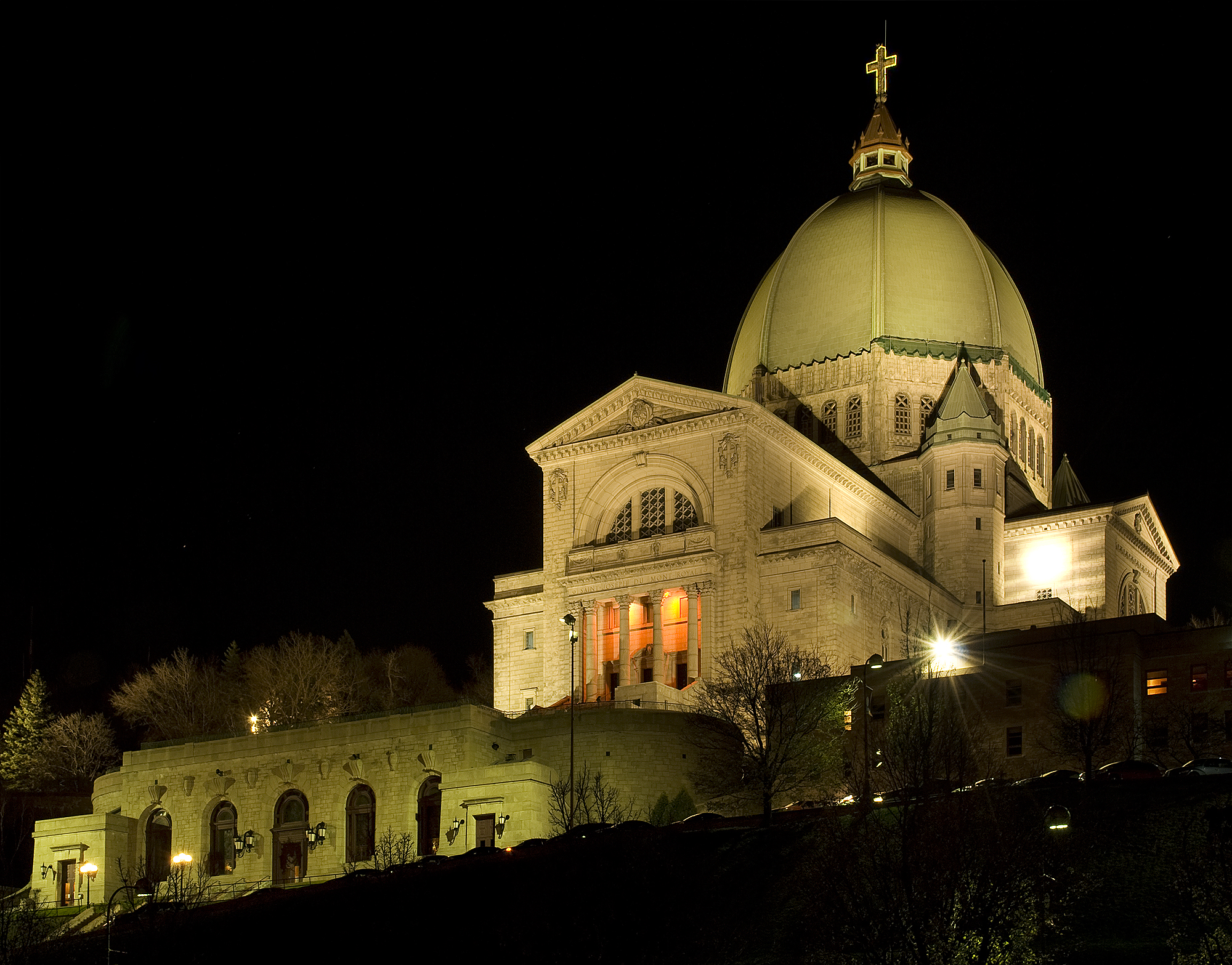
El Oratorio de San José.

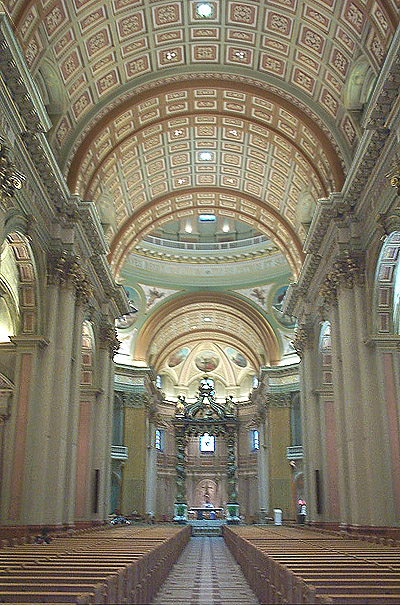
La Basílica-Catedral Marie-Reine-du-Monde.

Fundada como una colonia católica francesa y apodada la ville aux cent clochers («la ciudad de los cien campanarios»), Montreal es conocida por sus iglesias.
La ciudad tiene cuatro basílicas católicas: la Basílica-Catedral Marie-Reine-du-Monde, la Basílica de Notre-Dame, la Basílica de San Patricio y el Oratorio de San José. El oratorio es la iglesia más grande de Canadá, y tiene la cúpula más grande de su clase en el mundo tras la de la Basílica de San Pedro de Roma. Otras iglesias conocidas son la Capilla de Notre-Dame-de-Bon-Secours, llamada a veces Iglesia de los Marineros.
Tras la victoria británica en la Guerra de los Siete Años, llegaron a la ciudad muchos inmigrantes protestantes desde Inglaterra, Escocia e Irlanda. Esto hizo que se construyeran varias iglesias protestantes para la creciente comunidad. Las dos más destacables de estas son la Iglesia Unida de Saint James y la anglicana Catedral de Cristo, que fue suspendida sobre un foso excavado durante la construcción del centro comercial Promenades Cathédrale, parte del Montreal subterráneo.

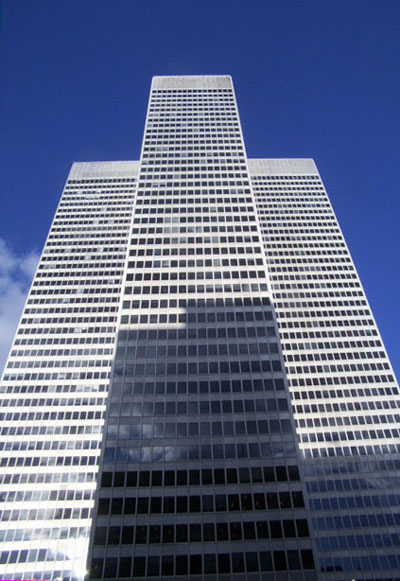
Place Ville Marie.

## Rascacielos
La construcción de rascacielos en Montreal ha alternado entre épocas de intensa actividad y momentos prolongados de calma. Entre 1962 y 1964 se completaron cuatro de los diez edificios más altos de Montreal: la Tour de la Bourse, la emblemática Place Ville-Marie diseñada por Ieoh Ming Pei, la firma Arcop, el CIBC Building y CIL House. Los dos edificios más altos de la ciudad, 1000 De La Gauchetière (51 plantas) y 1250 René-Lévesque (47 plantas), fueron completados en 1992 ambos.
Montreal tiene límites de altura en rascacielos que impiden que ningún edificio supere la altura del Mont-Royal. La ciudad prohíbe que cualquier edificio alcance una altura superior a los 223 metros por encima del nivel medio del mar. La altura por encima del terreno está aún más limitada en muchas zonas y solo unas pocas manzanas del Downtown pueden superar los 120 metros. Actualmente, el límite es alcanzado por 1000 De La Gauchetière y 1250 René-Lévesque, el último de los cuales es más bajo, pero está construido en un terreno más alto. La única manera de alcanzar una altura superior que el 1000 De La Gauchetière respetando este límite sería construir en la parte más baja del Downtown, cerca de la Tour de la Bourse; la altura máxima allí sería aproximadamente 210 metros.

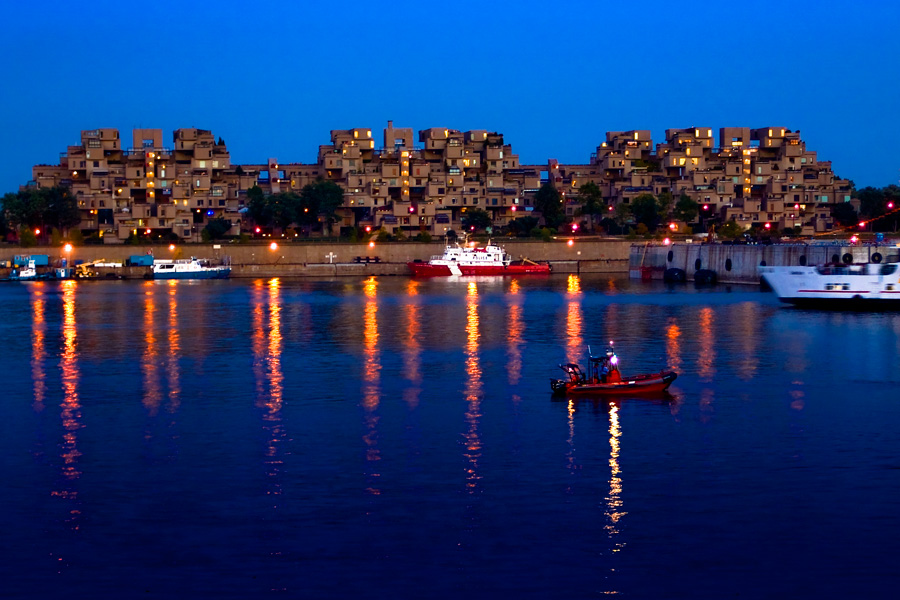
Habitat 67.

## Expo 67
Los pabellones diseñados para la Exposición Internacional de 1967, conocida popularmente como Expo 67, tenían una amplia variedad de diseños arquitectónicos. Aunque la mayoría de los pabellones eran estructuras temporales, algunos de ellos se han conservado y se han convertido en símbolos de Montreal, como la cúpula geodésica del Pabellón de los Estados Unidos, actual Biosphère de Montreal, y el llamativo complejo de apartamentos Habitat 67 de Moshe Safdie.

## Metro de Montreal
En términos de arquitectura moderna, el Metro de Montreal cuenta con una gran abundancia de arte público de algunos de los nombres más importantes de la cultura de Quebec. Además, el diseño y la decoración de cada estación del Metro es diferente, al igual que en el Metro de Estocolmo y el Metro de Moscú.

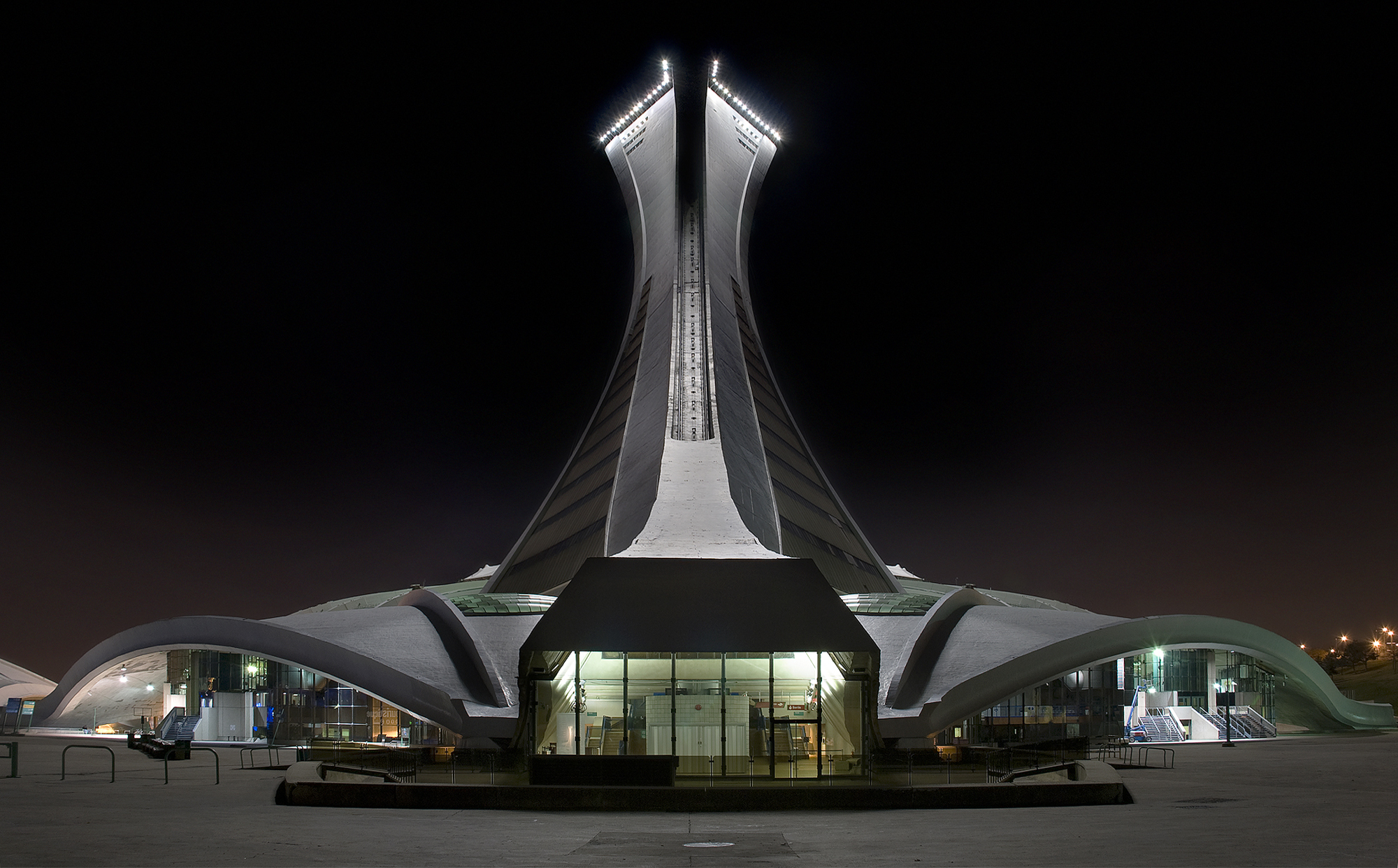
El Estadio Olímpico de Montreal.

## Otras estructuras notables
Otras obras significativas de la arquitectura moderna en Montreal son el brutalista Place Bonaventure, el edificio más grande del mundo cuando fue completado en 1968, Westmount Square, diseñada por Ludwig Mies van der Rohe, y el controvertido Estadio Olímpico de Roger Taillibert, que tiene la torre inclinada más alta del mundo, con 175 metros.
Los arquitectos de Montreal Pierre Boulva y Jacques David diseñaron varios edificios modernos en los años sesenta, incluidos el Palacio de Justicia de Montreal, 500 Place d'Armes, el Théâtre Maisonneuve, el Planetario de Montreal y las estaciones del metro Place-des-Arts, Atwater y Lucien-L'Allier.
En 2006, la ciudad fue reconocida por la comunidad internacional de diseño como una Ciudad del Diseño de la UNESCO, una de las tres capitales mundiales del diseño.

## Conservación del patrimonio
El Conseil du patrimoine de Montréal asesora al gobierno municipal en materias relacionadas con la conservación del patrimonio arquitectónico. Dos organizaciones no-gubernamentales han trabajado para conservar los edificios históricos de Montreal desde los años setenta: Save Montreal, cofundada por Michael Fish en 1974, y Heritage Montreal, fundada por Phyllis Lambert dos años después. En 1979, Lambert fundó el Centro Canadiense de Arquitectura (CCA), un museo y centro de investigación de arquitectura situado en Downtown Montreal. En octubre de 2009, Lambert, Heritage Montreal y otros formaron un think tank llamado Institut de politiques alternatives de Montréal para asesorar a la ciudad en asuntos como urbanismo, desarrollo y patrimonio.

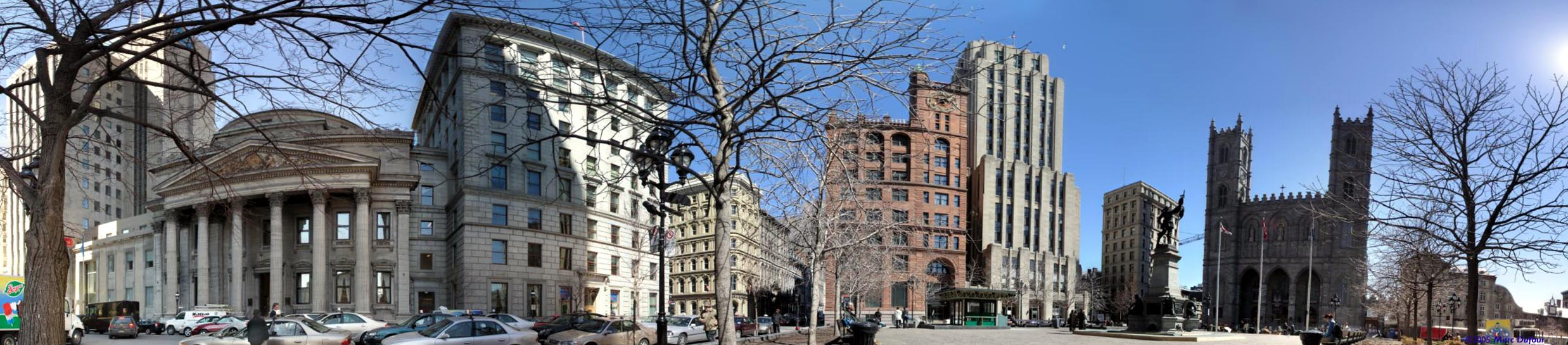
Panorama de la Place d'Armes en el Vieux-Montreal.